# Dysartrie
Dysartrie je porucha řeči, charakterizovaná špatnou artikulací. Dysartrická řeč je důsledkem onemocnění nervové soustavy, které brání kontrole například nad jazykem, hrdlem, rty či plícemi. Přítomné jsou často i potíže s polykáním (dysfagie). Příčin dysartrie může být mnoho, včetně toxických, metabolických, degenerativních onemocnění (jako je například Parkinsonova nemoc, Huntingtonova choroba, ALS atd.), traumatické zranění mozku, či trombotická nebo embolická mrtvice.